# Ynys Amlwch
Ynys Amlwch est une île du pays de Galles située à proximité du village de Amlwch, dans le nord de l'île d'Anglesey.

## Étymologie
Le nom de l'île est composé du mot gallois ynys (« île ») et de amlwch, composé de am, « sur, autour », et llwch, « lac, étang, marais, étendue d'eau » (proche du mot loch).

## Description
Il s'agit d'un îlot inhabitée de 1,5 acres ; il a une longueur maximale de 141 mètres et une largeur maximale de 61 mètres.
L'île est quasiment dépourvue de flore et de faune.